# 硫銀鍺礦
硫銀鍺礦是一种不常见的含有銀和鍺的硫化矿物，用公式Ag8GeS6表示。它的颜色是铁黑色，略带紫色的色调和金属光泽。
1886年，它被克莱门斯·温克勒发现，在它被描述后不久，锗元素在门捷列夫预言的15年后被分离。它第一次被发现和描述发生在德国弗莱贝格厄尔士山脉的天堂弗斯特矿。